# Pamplonita (ort)
Pamplonita är en ort i Colombia.   Den ligger i departementet Norte de Santander, i den norra delen av landet, 400 km nordost om huvudstaden Bogotá. Pamplonita ligger 1 733 meter över havet och antalet invånare är 941.
Terrängen runt Pamplonita är kuperad söderut, men norrut är den bergig. Pamplonita ligger nere i en dal. Runt Pamplonita är det ganska glesbefolkat, med 32 invånare per kvadratkilometer. Närmaste större samhälle är Pamplona, 6,8 km söder om Pamplonita. I omgivningarna runt Pamplonita växer i huvudsak städsegrön lövskog.